# Hastière-Lavaux
Hastière-Lavaux är en ort i Belgien.   Den ligger i provinsen Namur och regionen Vallonien, i den södra delen av landet, 80 km söder om huvudstaden Bryssel. Hastière-Lavaux ligger 129 meter över havet och antalet invånare är 5 147.
Terrängen runt Hastière-Lavaux är huvudsakligen platt. Hastière-Lavaux ligger nere i en dal. Närmaste större samhälle är Dinant, 7,6 km nordost om Hastière-Lavaux. 
I omgivningarna runt Hastière-Lavaux växer i huvudsak blandskog. Runt Hastière-Lavaux är det tätbefolkat, med 266 invånare per kvadratkilometer.